# Ferry Corsten
Ferry Corsten, noto anche con lo pseudonimo di System F (Rotterdam, 4 dicembre 1973), è un disc jockey e producer olandese di musica trance, considerato fra i pionieri del genere.
Dal 1999 è presente nella prestigiosa classifica Top100Djs pubblicata dalla rivista Dj Magazine con il piazzamento più alto al n°5 nel 2004 e nel 2005.

## Biografia
Comincia la sua carriera di musicista nel 1991 producendo subito alcuni brani hardcore, genere che si ritiene sia nato proprio nella sua città natale, Rotterdam.
Nel 1999, sotto l'alias System F produce il singolo trance "Out of the Blue" che ottiene un notevole successo e verrà remixato, col passare degli anni, da vari produttori, divenendo uno dei brani più rappresentativi del genere trance. L'apice del successo di Ferry Corsten arriva anche con delle collaborazioni fatte con altri deejay famosi a livello internazionale come l'amico Tiësto e Armin van Buuren; ad esempio, il progetto Gouryella (Ferry Corsten & Dj Tiësto) attivo tra il 1999 e il 2002.
Il 1º novembre 2008 è uscito il suo nuovo album Twice In A Blue Moon, il seguito di L.E.F. del 2006, disco apprezzato in tutto il mondo, è stato presentato durante la seconda edizione di Full On Ferry, un evento che Corsten organizza al club Ahoy, nella sua città natale Rotterdam. Il primo singolo estratto dall'album è stato "Radio Crash", un brano supportato da alcuni dei più importanti dj del mondo in ambito techno/trance (Tiësto, Armin van Buuren, Paul van Dyk, Above & Beyond, ecc). L'artista ha presentato il suo lavoro con queste parole: "Ho sempre avuto un bisogno incontrollabile di rinnovare. Non appena qualcosa inizia a diventare prevedibile, voglio cambiarla, rinnovarla, mescolarla con qualcosa di diverso".

### Classifica Top 100 DJ Mag
Classifica annuale stilata dalla prestigiosa rivista DJ Magazine:
- 2004: #05
- 2005: #05
- 2006: #06
- 2007: #08
- 2008: #06
- 2009: #07
- 2010: #09
- 2011: #18
- 2012: #22
- 2013: #42
- 2014: #91
- 2015: #85
- 2016: #99
- 2017: #90
- 2018: #75
- 2019: #59
- 2020: #53
- 2021: #57

## Discografia

### Album in studio
- 2002 - The Very Best Of Ferry Corsten
- 2003 - Right of Way
- 2006 - L.E.F.
- 2008 - Twice in a Blue Moon
- 2009 - Twice In A Blue Moon (Remixed)
- 2012 - WKND
- 2017 - Blueprint

### Singoli
- 1996 - Galaxia come Moonman
- 1996 - The Show come Discodroids
- 1996 - Interspace come Discodroids
- 1996 - Air come Albion
- 1999 - Out of the Blue come System F
- 1999 - Don't Be Afraid come Moonman
- 2000 - Cry come System F
- 2001 - Exhale con Armin van Buuren
- 2003 - Rock your body, Rock
- 2004 - It's Time
- 2004 - Sweet Sorrow
- 2004 - Kyoto
- 2004 - Spaceman come System F
- 2005 - Star Traveller
- 2005 - Insolation
- 2005 - Sublime
- 2005 - Holding on
- 2005 - Sweet sorrow
- 2005 - I love you
- 2006 - Fire
- 2006 - Junk
- 2006 - Watch Out
- 2006 - Whatever
- 2007 - Beautiful
- 2008 - Into The Dark
- 2008 - Radio Crash
- 2009 - Made Of Love
- 2009 - We Belong
- 2011 - Check It Out
- 2011 - Feel It
- 2012 - Ain't No Stoppin'
- 2020 - Tomorrow
- 2020 - Mo Chara (feat. Ciaran McAuley)

## Co-produzioni
- Gouryella, con Dj Tiësto e John Ewbank
  - 1999 - Walhalla
  - 1999 - Gouryella
  - 2000 - Tenshi
  - 2015 - Anahera
  - 2016 - Neba
  - 2017 - Venera (Vee's Theme)
- Gouryella, con John Ewbank
  - 2002 - Ligaya
- Vimana, con Dj Tiësto
  - 2003 - Dreamtime
  - 2003 - We Came
- Veracocha, con Vincent de Moor
  - 1999 - Carte Blanche
- Starparty, con Robert Smit
  - 2001 - I'm in love with you

### Remix
- 1996 - U2 - The new years day
- 1999 - Faithless - Why go?
- 1999 - Moby - Why does my heart feel so bad
- 1999 - William Orbit Barber's - Adagio for strings
- 2002 - Yoji Biomehanika - Theme from Banginglobe
- 2002 - Cosmic Gate - The Truth
- 2004 - BBE - One week and seven days
- 2005 - Fb feat. Edun - Who is knocking?
- 2005 - Fischerspooner - Never Win
- 2008 - The Killers - Human
- 2009 - Rafael Frost - Red
- 2009 - Bobina - Invisible Touch